# Trapped (1949)
Trapped (br.: O cerco / pt.: Fuga para a morte) é um filme policial noir estadunidense de 1949, dirigido por Richard Fleischer  para a Eagle-Lion Films.

## Elenco
- Lloyd Bridges...Tris Stewart
- Barbara Payton...Meg Dixon / Laurie Fredericks
- John Hoyt...Agente John Downey/ Johnny Hackett
- James Todd...Jack Sylvester
- Russ Conway...Agente-chefe Gunby
- Robert Karnes...Agente Fred Foreman
- Douglas Spencer...Sam Hooker

## Sinopse
O filme começa com cenas de documentário explicando o funcionamento e as funções do Departamento do Tesouro dos Estados Unidos. São mostradas a impressão de papel-moeda ao mesmo tempo que se explica que é função do departamento o combate aos falsificadores de dinheiro. A seguir, uma senhora vai ao banco e descobre que uma de suas notas de vinte dólares é falsa. Imediatamente o Departamento de Tesouro é acionado e os especialistas identificam a falsificação de ótima qualidade como característica do criminoso Tris Stewart que está preso. Eles chamam Tris e tentam convencê-lo a dizer os nomes dos comparsas que provavelmente estariam usando seus moldes. Tris, a princípio, se recusa mas depois diz que vai colaborar e os policiais o deixam sair da prisão. Mas Tris logo foge deles e vai de encontro da antiga namorada Laurie, uma vendedora de cigarros de um clube noturno. Os agentes já esperavam que ele lhes traíssem e se precaveram seguindo a moça e colocando microfones no quarto dela, sem que ela soubesse. Tris descobre quem ficou com seus moldes, o vigarista Jack Sylvester de Hollywood, e quer se associar a ele. Mas lhe exigem muito dinheiro verdadeiro. Tris então procura um outro sócio vigarista endinheirado enquanto os agentes continuam à espreita.